# Wałerija Zakłunna-Myronenko
Wałerija Hawriłiwna Zakłunna-Myronenko, ukr. Валерія Гавриїлівна Заклунна-Мироненко (ur. 15 sierpnia 1942 w Engelsie, zm. 22 października 2016 w Kijowie) – ukraińska aktorka teatralna i polityk, ludowa artystka Rosji.
Od 1966 związana z kijowskim rosyjskim teatrem dramatycznym im. Łesi Ukrainki. W latach 1998–2007 sprawowała mandat deputowanej do Rady Najwyższej z ramienia Komunistycznej Partii Ukrainy. Pracowała w komitecie ds. kultury. W 2007 wycofała się z polityki i nie ubiegała się o reelekcję.

## Odznaczenia i nagrody
- Bohater Ukrainy (2012)
- Państwowa Nagroda im. Tarasa Szewczenki (1975)
- Nagroda Państwowa ZSRR (1979)
- Order „Znak Honoru” (1971)
- Zasłużona Artystka Ukraińskiej SRR (1976)
- Ludowa Artystka Ukraińskiej SRR (1979)
- Ludowa Artystka Rosji (2004)[2]